# 根纳季·帕夫洛维奇·雅科夫列夫
根纳季·帕夫洛维奇·雅科夫列夫（俄语：Генна́дий Па́влович Я́ковлев；1938年6月7日—2024年1月12日），俄罗斯植物学家。对豆科植物有深入的研究和贡献，同时对生药学领域有所研究。
1960年毕业于圣彼得堡国立化学制药学院，之后留校任教。从普通助教一直到任职校长。

## 由雅科夫列夫命名或鉴定的植物
- Ammodendron bifolium (Pall.)Yakovlev
- Calia secundiflora (Ortega) Yakovlev
- Keiserlingia koreensis (Nakai) Yakovlev
- Sophora gibbosa (DC.) Yakovlev
- Sophora lehmanni (Bunge) Yakovlev